# Muhsin al-Hakim
Muhsin al-Hakim (arabiska: أية الله العظمي سيد محسن الطباطبائ الحكيم), född 1889 i Najaf och död 1970 i samma stad, var en irakisk ayatolla.